# Абрамян, Хорен Бабкенович
Хоре́н Бабке́нович Абрамя́н (арм. Խորեն Բաբկենի Աբրահամյան, 1 апреля 1930, Эривань — 10 декабря 2004, Ереван) — советский, армянский актёр, режиссёр театра и кино, педагог. Народный артист СССР (1980).

## Биография
Хорен Абрамян родился 1 апреля 1930 года в Ереване.
В 1951 году окончил Ереванский художественно-театральный институт (ныне Ереванский государственный институт театра и кино).
С 1951 года — актёр Ереванского академического театра им. Г. Сундукяна, в 1980—1985 — главный режиссёр, в 1988—1996 — главный режиссёр и художественный руководитель театра.
С 1985 по 1988 год — главный режиссёр Ленинаканского драматического театра им. А. Мравяна (ныне Гюмрийский драматический театр им. В. Аджемяна).
В 1949 году дебютировал в кино, снимался более чем в 40 картинах.
С 1980 по 1996 год преподавал в Ереванском художественно-театральном институте.
В 1988—1996 годах — председатель правления Союза театральных деятелей Армении. Народный депутат СССР (1989—1991).
Умер 10 декабря 2004 года в Ереване. Похоронен в Пантеоне парка имени Комитаса.

### Семья
- Первая жена — Люся Оганесян (1926—1993), актриса. Народная артистка Армянской ССР (1978)[5].
- Вторая жена — Гоар Галстян, актриса.

## Роли в театре
- «Намус» («Честь») А. Ширванзаде — Рустам
- «Ара Прекрасный» Н. Зарьяна — Ара
- «Пэпо» Г. Сундукяна — Пэпо
- «Отелло» У. Шекспира — Отелло
- «Ромео и Джульетта» У. Шекспира — Ромео
- «Кориолан» У. Шекспира — Кориолан
- «Хор Вирап» П. Зейтунцяна — Трдат Великий
- «Легенда о разрушенном городе» П. Зейтунцяна — царь Аршак II
- «Микаэл Налбандян» А. Араксманяна и 3. Вартаняна — Микаэл Налбандян
- «Кин IV» Г. Горина — Эдмунд Кин
- «Доктор Штокман» по Г. Ибсену — доктор Штокман
- «Гражданская смерть» П. Джакометти — Коррадо
- «На мосту» Г. Боряна — Արմեն
- «Шестьдесят лет и три часа» А. Араксманяна — Арам
- «Председатель республики» З. Дарьяна — Масникян
- «Неоконченный монолог» П. Зейтунцяна — Аветян

## Постановки в театре
- 1968 — «Братья Сарояны» по пьесе Г. Боряна «Под одной крышей»
- 1969 — «Отелло» (совместно с Е. Казанчяном)
- 1973 — «Аджи Пайлак» Г. Тер-Петросяна
- 1980 — «Авацан» по одноимённому роману Н. Заряна
- «Пэпо» Г. Сундукяна
- «Хор Вирап» П. Зейтунцяна
- «Кин IV» К. Горина
- «Зов пахарей» по одноимённому роману X. Даштенца
- «Как трудно умирать» М. Ишхана
- «Неоконченный монолог» П. Зейтунцяна
- «Семья преступника» П. Джакометти
- «Игра в джин» Д. Кобурна
- «Король Джон» У. Шекспира
- «Тыл» А. Калантаряна
- «Макбет», реж. Валерий Белякович

## Фильмография

### Актёр
- 1949 — Девушка Араратской долины — крестьянин
- 1954 — Смотрины (к/м) — Арто
- 1954 — Тайна горного озера
- 1955 — В поисках адресата — Брутян
- 1955 — Первый эшелон — Вартан Вартанян
- 1957 — Высота — Баграт
- 1957 — Цель его жизни — Саакян
- 1957 — Лично известен — уголовник
- 1957 — Сердце матери — Армен
- 1958 — О моём друге — Рубен
- 1958 — Песня первой любви — Арсен
- 1959 — Чужой след
- 1959 — Обвал — Вартан
- 1961 — Дорога — Сев Габо
- 1961 — Перед рассветом — Манас
- 1962 — Кольца славы — Гурген
- 1964 — Трудный переход — Тигран
- 1966 — Охотник из Лалвара — эпизод
- 1968 — Братья Сарояны — Геворк Сароян
- 1969 — Мы и наши горы — Павле
- 1971 — Отзвуки прошлого — Артавазд
- 1971 — Хижины надежды — главная роль
- 1972 — Хроника ереванских дней — Армен
- 1973 — Приключения Мгера в отпуске
- 1976 — Рождение — Александр Масникян
- 1978 — Аревик — Артавазд
- 1978 — Звезда надежды — Тер-Аветис
- 1979 — Живите долго — Сисакян
- 1979 — Легенда о скоморохе — лжесвященник
- 1980 — Полёт начинается с земли — Хорен Абгарян
- 1980 — Там, за семью горами — Матос
- 1981 — Командировка в санаторий — Багдасар
- 1982 — Кориолан (фильм-спектакль) — Кориолан
- 1983 — Пожар — буфетчик
- 1983 — Хозяин — Ростом Саркисян
- 1983 — Частный случай
- 1986 — Пока живём — Манвел
- 1988 — Вознесение — Арташес Гургенович
- 1988 — Дыхание — Арам Карпович
- 1988 — Семья преступника — Коррадо
- 1992 — Глас вопиющий — эпизод
- 1993 — Ной — старик

### Дубляж (на армянский)
- 1964 — Гамлет — Гамлет

Мемориальная доска в Ереване. Улица Налбандяна, 7

- 1968 — Золотой телёнок — Остап Бендер

### Режиссёр
- 1968 — Братья Сарояны (совместно с А. Айрапетяном)
- 1984 — Король Джон (фильм-спектакль, совместно с А. Казьминой, Т. Масловой)
- 1988 — Семья преступника (фильм-спектакль, совместно с Т. Масловой)

### Документальные фильмы
- 1990 — Андраник Озанян. Первый советский фильм о полководце Андранике, текст читает Хорен Абрамян
- 2008 — Печальная история последнего клоуна. Фрунзе Мкртчян

## Звания и награды
- Заслуженный артист Армянской ССР (1961)
- Народный артист Армянской ССР (1969)
- Народный артист СССР (1980)
- Государственная премия СССР (1981, за театральные работы)
- Государственная премия Армянской ССР (1970, за участие в фильме «Братья Сарояны»)
- Государственная премия Армянской ССР (1988)
- Орден Святого Месропа Маштоца (2000)
- Лауреат Всесоюзного кинофестиваля в номинации «Призы за актёрскую работу» (фильм «Братья Сарояны», Минск, 1970)
- Лауреат Всесоюзного кинофестиваля в номинации «Премии за лучшие актёрские работы» (фильм «Живите долго», Душанбе, 1980)
- Почётный гражданин Еревана (2000)